# Giuseppe Cappelletti
Giuseppe Cappelletti (Venezia, dicembre 1802 – Venezia, 2 febbraio 1876) è stato un presbitero e storico italiano.

## Biografia
Nato in una famiglia di modeste condizioni sociali ed economiche, venne avviato in giovanissima età alla vita ecclesiastica; si dedicò molto presto agli studi storici ed eruditi. Non ricevette tuttavia un'adeguata preparazione nelle tecniche storiografiche e filologiche; i suoi lavori evidenziano pertanto la sua scarsa cultura, pur essendo in genere un'importante miniera di dati. Fu un autore molto prolifico: nel 1875 vantava oltre cinquanta volumi pubblicati.
I suoi primi interessi riguardarono la cultura dell'Armenia, anche grazie all'aiuto della Congregazione dei padri mechitaristi di San Lazzaro degli Armeni che misero a sua disposizione la loro ricca biblioteca e la tipografia. Cappelletti poté così tradurre in latino alcuni testi di storia armena quali le opere di San Nersete, in due volumi (1833), dello storico armeno del V secolo Eliseo (1840), dell'altro storico armeno del V secolo Movsēs Xorenac'i, in cinque volumi (1841). In seguito scrisse proprie storie riguardanti la Chiesa in Armenia (L'Armenia, in 3 voll., Firenze, 1841, dedicata al re Carlo Alberto; Storia ecclesiastica armena, Firenze 1842), molto interessanti anche per la novità del tema.
Il 15 dicembre 1842 divenne socio dell'Accademia delle scienze di Torino.
Numerose sono le opere di Cappelletti dedicate alla storia di Venezia, fra le quali una Storia della Repubblica di Venezia in tredici volumi, secondo un ordine cronologico (Venezia, 1850-1855); fu ritenuta la migliore storia di Venezia fino alla comparsa della Storia documentata di Venezia di Samuele Romanin. Nel 1872 pubblicò un Breve corso di storia di Venezia condotta sino ai nostri giorni a facile istruzione popolare, sommario e correzione dell'opera in 13 volumi. Nel 1873 scrisse ancora una breve Storia delle magistrature venete e un volume intitolato I gesuiti e la Repubblica di Venezia. Documenti diplomatici, che tuttavia fu condannato all'Indice e gli fruttò una polemica con Rinaldo Fulin che l'accusò di aver spacciato come inediti documenti già pubblicati. Anche la sua Storia di Padova dalla sua origine sino al presente (1874-1875) fu accusata di sciatteria, come pure la sua opera maggiore, Le Chiese d'Italia dalla loro origine ai nostri giorni (1844-1870), notevolmente invecchiata. La migliore opera del Cappelletti è considerata la Storia della Chiesa di Venezia (1849-1855).
Numerose critiche tuttavia derivarono al Cappelletti dalla sua attività politica. Fu infatti favorevole all'unità d'Italia sotto la Casa Savoia. Durante la Repubblica di San Marco (1848-49) diede vita a due giornali nei mesi agitati della rivoluzione e dal 1º agosto 1848 insieme a Ruggiero Bandarin stampò la Rivista dei giornali veneziani, rinominato nell'ottobre La Formica. Per il suo patriottismo fu attaccato dal patriarca di Venezia Jacopo Monico, il quale tuttavia si riconciliò con lui quando dovette rifugiarsi sull'isola degli Armeni per sfuggire alle violenze dei patrioti irati perché il 3 agosto 1849 il patriarca aveva firmato una petizione all'Assemblea chiedendo che Venezia capitolasse di fronte agli Austriaci.
L'ultimo periodo di vita fu infelice. Cappelletti, dimenticato dal pubblico, afflitto da ristrettezze economiche, visse dei sussidi della Congregazione di carità. Le condizioni di vita influirono significativamente sul suo stato d'animo. Segnato da forte prospettiva pessimistica è soprattutto l'opuscolo Sulla fine del mondo. Studi biblici (1860), nel quale il mondo contemporaneo, è descritto come preda di incredulità e irreligiosità, dominato da "indifferentismo" e "sfrontato libertinaggio" e caratterizzato da un "raffreddamento" quasi universale della carità.
Morì a Venezia il 2 febbraio 1876.

## Opere
- Sancti Nersetis Clajensis armeniorum catholici opera nunc primum ex armenio in latinum conversa notisque illustrata, Venetiis, Typis PP. Mechitaristarum in Insula S. Lazari, 1833, 2 voll.
- Panegirico in lode di Santo Bartolomeo apostolo ... dedicato ai nobilissimi coniugi signor conte Carlo Della Somaglia e signora contessa Barbara nata marchese Vaini, Milano, Rusconi, 1839
- (Elise), Eliseo storico armeno del quinto secolo. Storia intorno a Vartano e alle guerre degli armeni scritta ad inchiesta di Davide prete mamiconese. Versione del prete Giuseppe Cappelletti, Venezia, Tipografia di Alvisopoli, 1840
- (Movsês Xorenac'i), Mosè Corenese storico armeno del V secolo. Storia. Versione di Giuseppe Cappelletti, Venezia, Giuseppe Antonelli, 1841
- L'Armenia, opera di Giuseppe Cappelletti, Firenze, Stamperia e fonderia Fabris, 1841 (on-line)
- Storia ecclesiastica armena, Firenze, Stamperia e fonderia Fabris, 1842
- Osservazioni critiche storiche teologiche di Giuseppe Cappelletti prete veneziano sulla tragedia Arnaldo da Brescia di Gio. Bat. Niccolini, Venezia, Tip. Emiliana, 1844
- Storia del cristianesimo dall'anno 1720 a tutto il 1846 in continuazione a quella dell'abate di Berault-Bercastel e nuovamente accresciuta della storia ecclesiastica armena con dissertazioni e note, Firenze, Alcide Parenti, 1846
- La chiesa di San Felice in Venezia ove dopo cinquant'anni di sacerdozio monsignor Giuseppe Wiel notario apostolico e pievano celebra solennemente il divin sacrifizio il di 11 luglio 1847, Venezia, Nell'I. R. priv. stabilimento nazionale di Giuseppe Antonelli, 1847
- Storia della Chiesa di Venezia dalla sua fondazione sino ai giorni nostri, scritta dal prete veneziano Giuseppe Cappelletti, 6 voll., Venezia, Tipografia Armena di S. Lazzaro, 1849-1855
  - Vol. I, Venezia 1849 (on-line)
  - Vol. II, Venezia 1851 (on-line)
  - Vol. III, Venezia 1853 (on-line)
  - Vol. VI, Venezia 1850 (on-line)

- Storia della Repubblica di Venezia dal suo principio sino al giorno d'oggi, opera originale di Giuseppe Cappelletti in 13 voll., Venezia, G. Antonelli, 1850-1855 (on-line)
- La rosa e l'usignuolo, Allegoria orientale pubblicata la prima volta per le ben augurate nozze dell'EE.LL. il signor conte Cesare Albicini colla contessa Elena Guarini di Forli celebrate il 15 settembre 1850. Traduzione dall'armeno di Giuseppe Cappelletti, Forlì, Tipografia Casali, 1850
- Sui vicarj generali e capitolari secondo la disciplina della santa Chiesa veneziana. Lettera del pr. Giuseppe Cappelletti al suo amico A. R. A, Venezia, Tip. Gaspari, 1851
- La chiesa di San Marziale vesc. nell'occasione faustissima che il novello pievano don Giambattista Pisani ne prende solennemente possesso illustrata dal prete veneziano Giuseppe Cappelletti canonico onorario della cattedrale di Cingoli e dell'insigne collegiata di Sant'Esuperanzio della stessa città ed intitolata a lui meritissimo pastore in attestato di riverenza e di stima dalla famiglia Antonelli il dí XXIV del mese di febbraio 1851, Venezia, Tip. Antonelli, 1851
- Discorso pel cinquantesimo anno di sacerdozio del reverendissimo P. Giambattista da Venezia già provinciale definitor generale ec. ec. ed attuale guardiano del convento del SS. Redentore nell'Isola della Giudecca letto dal prete veneziano Giuseppe Cappelletti il dì 5 ottobre 1851, Venezia, Gaspari, 1851
- Constitutiones, sententiae arbitrariae pro Congregationibus reverendi cleri Venetiarum quinquies jam typis editae ann. scil. 1581, 1615, 1629, 1725, Venetiis, Typis P.P. Mechitaristarum, 1853
- La Basilica di San Marco illustrata e descritta dal prete veneziano Giuseppe Cappelletti, Venezia, Tipografia Armena di S. Lazzaro, 1854
- Memorie storiche sul priorato abaziale di Santa Maria della Val Verde detta della Misericordia raccolte da Giuseppe Cappelletti, Venezia, Giuseppe Antonelli, 1854
- Discorso nella solenne riapertura della Scuola Grande di S. Giovanni Evangelista per la pia unione delle arti edificatorie di mutuo soccorso il dì 27 dicembre 1857 recitato da Giuseppe Cappelletti, Venezia, Tip. L. Gaspari, 1857
- La chiesa di S. Simeone profeta, vulgo il Grande, descritta ed illustrata dal prete Giuseppe Cappelletti, Venezia, Tip. Melchiorre Fontana, 1860
- Sui sogni del reverendo don Alessandro Piegadi vicario di S. Fosca in Venezia. Articolo del prete Giuseppe Cappelletti, Verona, Stab. G. Civelli, 1860
- Un'occhiata del prete Giuseppe Cappelletti agli schiarimenti di un anonimo sul breve 3 luglio 1860 di N.S. Pio papa IX a favore del Capitolo metropolitano patriarcale di Venezia, Verona, Stab. Civelli, 1861
- Panegirico di San Simeone profeta dedicato dalla ven. Congregazione di S. Maria Mater Domini al suo reverendissimo arciprete monsignor Giambattista Giorda nell'occasione del suo ingresso a canonico residenziale della Basilica Patriarcale Metropolitana del canonico mons. Giuseppe Cappelletti, Venezia, G. Grimaldo, 1863
- Alla congregazione municipale della regia città di Venezia questo tributo ossequioso di archeologici saggi, Venezia, Tip. Antonelli, 1864
- Sul sinodo provinciale veneto. Lettera del prete Giuseppe Cappelletti, Venezia, Giuseppe Grimaldo, 1859
- Discorso funebre recitato dal canonico m.r Giuseppe Cappelletti veneziano in occasione delle solenni esequie celebrate nella chiesa parrocchiale de' s.ti Canziano e comp. mm. il dì 29 ottobre 1866 a suffragio dei defunti per l'indipendenza italiana, Venezia, Premiato stabilimento nazionale di G. Grimaldo, 1866
- Breve corso di storia di Venezia condotta sino ai nostri giorni a facile istruzione popolare, per opera del pr. veneziano Giuseppe Cappelletti, Venezia, Stab. tip. Grimaldo, 1872
- I Gesuiti e la Repubblica di Venezia. Documenti diplomatici relativi alla Società gesuitica raccolti per decreto del Senato 14 giugno 1606 e pubblicati per la prima volta dal cav. pr. Giuseppe Cappelletti; con annotazioni storiche nella ricorrenza del centenario della soppressione di essi per bolla papale del 21 luglio 1773, Venezia, Tip. Grimaldo e C., 1873
- Relazione storica sulle magistrature venete. Opera originale del prete veneziano Giuseppe Cappelletti canonico di Cingoli e cavaliere del R. d'Italia, Venezia, Tip. Grimaldo e C., 1873
- Storia di Padova, dalla sua origine sino al presente, narrata dal cavaliere pr. Giuseppe Cappelletti, 2 voll., Padova, F. Sacchetto, 1874-75
- Storia dell'isola di S. Lazzaro e della congregazione de' monaci armeni unita alla Storia delle magistrature venete, Venezia, Prem. stab. tipo-litografico di M. Fontana, 1877
- La Caduta di Negroponte, in Repubblica di Venezia, vol. 5: Stato da mar, 1400-1530, Milano, F. M. Ricci, 2003
- Le chiese d'Italia dalla loro origine sino ai nostri giorni, Venezia, Antonelli, 21 voll., 1844-1870
  - Vol. I - Chiese degli Stati pontificii. Chiesa di Roma colle sue suburbane. Roma. Ostia. Velletri. Tre Taverne. Norma. Porto. Selva Candida. Civitavecchia. Ceri. Sabina. Foronovo o Vescovio. Curi o Torri. Nomento o La Mentana. Fidene. Palestrina. Gabio. Subaugusta. Frascati. Labico. Albano. Anzo (on-line)
  - Vol. II - Stati pontifizii. Ravenna e le sue chiese suffraganee. Ravenna. Imola. Faenza. Forli. Rimini. Forlimpopoli. Bertinoro. Sarsina. Cesena. Cervia. Comacchio (on-line)
  - Vol. III - Stati pontifizii. Benevento e sue suffraganee soppresse. Benevento. Limosano. Tocco. Morcone. Lesina. Urbino. Cagli. Pergola. Fossombrone. Montefeltro. Pesaro. Sinigaglia. Sant'Angelo in Vado ed Urbania. Bologna. Fermo. Potenza. Pausola. Truento. Falerone. Cupra. Macerata. Tolentino. Urbisaglia. Ripatrasone. Montalto. Sanseverino (on-line)
  - Vol. IV - Stati pontifizii. Chiesa metropolitana di Ferrara. Ferrara. Voghenza. Camerino. Treja. Spoleto. Martana. Bevagna. Trevi. Foligno. Spello. Forflamme. Perugia. Terni. Narni. Otricoli. Città di Castello (on-line)
  - Vol. V - Stati pontifizii. Chiese vescovili immediatamente soggette alla Santa Sede. Nocera. Rosella. Tadino. Norcia. Assisi. Bettona. Amelia.Todi. Carsula. Città della Pieve. Poggio Mirteto. Rieti. Gubbio. Orvieto. Bolseno. Acquapendente. Casto. Vulcia. Bagnorea. Bomarzo. Ferento. Montefiascone. Corneto. Tarquinia (on-line)
  - Vol. VI - Stati pontifizii. Chiese vescovili immediatamente soggette alla Santa Sede. Civita Castellana. Orte. Gallese. Toscanella e Viterbo. Bieda. Martarano. Gravisca. Oriolo. Nepi. Sutri. Anagni. Trevi. Ferentino. Alatri. Veroli. Frosinone. Terracina. Sezze. Piperno. Segni. Tivoli. Pontecorvo (on-line)
  - Vol. VII - Stati pontifizii. Chiese vescovili immediatamente soggette alla Santa Sede. Ancona. Umana. Recanati. Loreto. Jesi. Fano. Cingoli. Osimo. Matelica. Fabriano. Tufico. Ascoli (on-line)
  - Vol. VIII - Chiese degli stati Austro-italiani. Aquileia. Gorizia. Gradisca. Lubiana. Trieste. Capodistria. Emonia o Cittanova. Pedena. Parenzo. Pola. Veglia. Arbe. Celeja. Udine (on-line)
  - Vol. IX - Chiesa patriarcale metropolitana principale di Venezia e sue suffraganee. Grado. Venezia. Caorle. Torcello. Altino. Equilio o Jesolo (on-line)
  - Vol. X - Stati Austro-italiani. Chiese suffraganee della provincia patriarcale di Venezia. Adria. Gavello. Belluno. Feltre. Ceneda. Oderzo. Chioggia. Malamocco. Concordia. Padova. Treviso. Asolo. Eraclea. Verona. Vicenza
  - Vol. XI - Stati Austro-italiani. Milano chiesa arcivescovile metropolitana e sue suffraganee. Milano. Como. Bergamo. Brescia (on-line)
  - Vol. XII - Continuano le chiese suffraganee dell'archidiocesi di Milano. Mantova. Cremona. Crema. Lodi. Pavia (on-line)
  - Vol. XIII - Chiese degli stati sardi. Cagliari. Doglia. Foro Traiano. Fasiana. Suello. Iglesias. Sulcis. Galtelly-Nuoro. Ogliastra. Sassari Torres Sorra. Ploaghe. Alghero. Ottana. Castro. Ampurias. Tempio. Civita. Bisarchio. Bosa. Oristano. Santa Giusta. Ales o Uselli. Terralba. Genova. Luni. Sarzana. Brugnato. Savona. Noli. Albenga. Ventimiglia. Bobbio. Tortona. Nizza (on-line)
  - Vol. XIV - Torino. Asti. Acqui. Alba. Ivrea. Mondovi. Saluzzo. Fossano. Pinerolo. Susa. Cuneo. Vercelli. Novara. Alessandria. Casale. Vigevano. Biella (on-line)
  - Vol. XV - Piacenza Borgo San Donnino. Parma. Chiese Estensi. Modena. Abbazia di Nonantola. Reggio. Carpi. Massa. Guastalla. Brescello. Chiese della Toscana. Lucca (on-line)
  - Vol. XVI - Pisa. Pontremoli. Livorno. Corsica. Ajaccio. Aleria. Accia. Mariana. Nebbio. Sagona. Firenze (on-line)
  - Vol. XVII - Fiesole. Pistoja e Prato. Borgo San Sepolcro. Colle. San Miniato. Modigliana. Siena. Chiusi. Pienza. Grosseto. Roselle. Massa Marittima già Populonia. Soana. Pitigliano. (on-line)
  - Vol. XVIII - Arezzo. Volterra. Cortona. Montalcino. Montepulciano. Pescia. Abazie di Toscana. Eremi (on-line)
  - Vol. XIX Chiese suffraganee della metropolitana di Benevento. Alife.Ariano. Ascoli. Cerignola. Ardona. Avellino. Frigento. Acqua Putrida. Eclana ossia Quintodecimo. Bojano. Bovino. Larino. Lucera o Nocera de' Pagani. Farentino. Tortiboli. Monte Corvino. Volturaria. Sant'Agata dei Goti. San Severo Dragonara. Telese. Termoli. Guardia Alferia. Napoli e le sue suffraganee. Cuma Acerra. Ischia. Nola. Pozzuoli. Sorrento e le sue suffraganee. Massa Lubrese. Vico Equense. Capri. Castellamare o Stabia (on-line)
  - Vol. XX - Capua. Isernia. Venafro. Calvi. Teano. Sessa. Carinola. Caserta. Cajazzo. Salerno. acerno. Miseno. Agropoli. Velia. Pesto. Capaccio. Capaccio-Diano. Capaccio-Vallo. Policastro. Bussento. Marsico. Grumento. Nusco. Monte Marrano. Acerenza. Matera. Anglona. Potenza. Tricarico. Venosa. Lavello. Conza. Campagna. Satriano. Sant'Angelo dei Lombardi. Bisaccia. Monteverde. Lacedonia. Trevico. Muro. Siponto. Viesti. Amalfi. Scala. Ravello. Minori (on-line)
  - Vol. XXI - Bari, Trani, Lanciano, Chieti, Brindisi, Taranto, Reggio Calabria, Santa Severina, Rossano, Cosenza, Otranto, Palermo, Messina, Monreale, Siracusa, Catania, Malta, Rodi (on-line)